# 早稲田昇
早稲田 昇（わせだ のぼる、1951年7月23日 - 2010年10月22日）は、日本の競泳選手。専門は自由形。1968年メキシコシティーオリンピック日本代表。

## 経歴
三原市立第三中学校、尾道高校、広島商科大学（現：広島修道大学）卒業。現役時代はフジタドルフィンクラブに所属していた。
全国中学校体育大会、全国高校総体でそれぞれ優勝経験がある。尾道高校の同級生には田口信教や本多忠らがおり、1968年と1969年の高校総体では男子総合優勝も達成した。
1968年のメキシコシティーオリンピックでは200m自由形と800mフリーリレーに出場し、ともに予選落ちとなった。
1970年のアジア競技大会では200m自由形で銀メダルを獲得し、400mフリーリレーと800mフリーリレーで2冠を達成した。
2010年10月22日、59歳で死去。